# Brinellgymnasiet

Brinellgymnasiet i Nässjö är den enda gymnasieskolan i Nässjö kommun; den byggdes 1971 och en om- och tillbyggnation var klar 2008.
Skolan är uppkallad efter Johan August Brinell (1849–1925), som var en internationellt ryktbar vetenskapsman med järnets metallurgi som specialitet.
Här finns landets enda bowlinggymnasium.
År 1994 byggdes en järnvägshållplats i anslutning till skolgården, för tågen som går mellan Nässjö och Eksjö (tågen har tidigare fortsatt till Hultsfred och Oskarshamn). Hållplatsen heter Brinellskolan och ligger omkring 2 km nordost om Nässjö centralstation.

## Kända elever
Flera aktuella landslagsmeriterade allsvenska bandyspelare har studerat vid Brinellgymnasiet. Några välkända sådana spelare är:
- Ola Fredriksson – Nässjö IF, Västerås SK, BS BolticGöta
- Patrik Johansson – IFK Kungälv, Nässjö IF, Vetlanda BK, IFK Vänersborg